# Oosteeklo
Oosteeklo est une section de la commune d'Assenede, située en Belgique en Région flamande dans la province de Flandre-Orientale. C'était une commune à part entière avant la fusion des communes de 1977.

## Démographie

### Évolution démographique
- Sources : INS, Rem. : 1831 jusqu'en 1970 = recensements, 1976 = nombre d'habitants au 31 décembre[2].

## Né à Oosteeklo
- Martin Heylen, animateur de télévision né en 1956.